# AMX-40
AMX-40은 프랑스가 개발한 프로토타입의 전차이다. 하지만 채용·양산에는 이르지 않았다. 프랑스 GIAT는 1979년에 수출용으로 AMX-30 전차의 개량형인 AMX-32을 발표했지만, 이는 수주할 수 없었다. 따라서 GIAT에서는 차기 수출용 AMX 시리즈로 AMX-30의 추가 개량형 개발을 지휘했다. 1983년에 처음 시작 차량 제작 완료, 같은 해 satory 전시회에서 공개됐다. 두 대의 프로토 타입 차량이 1984년에 제작 된 4대가되는 마지막 차량은 1985년에 만들어졌다. 이러한 설계 차량은 프랑스 국내에서의 채용 계획이 아니라 AMX-32 계획의 후속 차량으로되어 있었다. 가장 현실성있는 잠재적인 고객으로는 스페인을 생각할 수 있었다. 그러나 1990년까지도 채택 국가는 없었고, 수출·양산은 이루어지지 않았다.

## 같이 보기
- AMX-56 르클레르
- 레오파르트 1
- 프랑스 육군